# Tormás
Tormás là một thị trấn thuộc hạt Baranya, Hungary. Thị trấn này có diện tích 24,7 km², dân số năm 2010 là 284 người, mật độ 11 người/km².